# Васил Манолов (офицер)
Васил Стефанов Манолов е български офицер (майор) и командир на 2-ра дружина от 33-ти пехотен Свищовски полк.

## Биография
Васил Стефанов Манолов е роден през 1888 г. в Силистра в семейството на Стефан Николов Манолов и Анастасия Василева Лъскова. То се премества от Силистра в Свищов след 1891 г. От брака си имат четири деца: двама синове – Васил и Никола, и две дъщери – Радка и Мария. Завършва ВНВУ в София през 1907 г. В кратката му кариера от 11 години воюва за България в три войни (Балканска, Междусъюзническа и Първа световна война).
Участва в Балканските войни като командир на взвод. В Първата световна война като капитан е командир на рота, а по-късно, вече майор, е командир на 2-ра дружина на 33-ти пехотен Свищовски полк.
Награден е с редица български ордени за храброст, с германски Железен кръст и турски Железен полумесец. Загива на 18 септември в Дойранското сражение, като повежда контраатака от 50 души срещу английските вериги. 
За подвига на майор Манолов, д-р Любен Лещов пише:
| „ | ...Тази крайно дръзка и ненадмината по смелостъ контръ-атака – 50 срещу многохиляденъ противникъ, можеше, наистина, само единъ майоръ Маноловъ да поведе. Групата храбреци, водена отъ майоръ Маноловъ и верваща въ неговото безстрашие и непобедимостъ, се хвърли върху противника, който се огъна и се върна назадъ, предъ нейния безпримеренъ вихренъ устремъ. Групата смелчаци достигна на 30 – 40 крачки до окопа на „Съединението” предъ гнездата на минохвъргачките и се хвърля въ страхотна ръкопашна борба, въ която борба пада геройски големия и непобедимъ герой майоръ Маноловъ Василъ, пронизанъ въ сърдцето.... | “ |

## Военни звания
- подпоручик (1907 г.)
- поручик (1910 г.)
- капитан (1913 г.)
- майор (1917 г.)
- подполковник (посмъртно 1918 г.)

## Външни препракти
РУСКИТЕ ПАМЕТНИЦИ И БЪЛГАРСКАТА ПАМЕТ – МАЙОР ВАСИЛ МАНОЛОВ – ОЩЕ ЕДИН ЗАБРАВЕН БЪЛГАРСКИ ГЕРОЙ ОТ СВИЩОВ:
https://kolevn38.blog.bg/politika/2017/04/03/ruskite-pametnici-i-bylgarskata-pamet-maior-vasil-manolov-os.1519385
Третият щурм на Дойран:
http://vardarsko.org/index.php?option=com_content&view=article&id=354:-1918&catid=31:general&Itemid=34 Архив на оригинала от 2021-06-10 в Wayback Machine.